# Január 2.
Január 2. az év 2. napja a Gergely-naptár szerint. Az évből még 363 (szökőévekben 364) nap van hátra.
Névnapok: Ábel + Acsád, Ákos, Aszpázia, Bazil, Bazsó, Bertold, Bodó, Ditmár, Fáni, Fanni, Gergely, Gergő, Gerő, Makár, Odiló, Odisszeusz, Stefánia, Stefi, Vászoly

## Események

### Politikai események
- 366 – Az alemannok nagy létszámú sereggel átkelnek a befagyott Rhône folyón és elözönlik a Római Birodalmat
- 533 – II. János pápa trónra lép, ő az első, aki új nevet vesz fel megválasztásakor
- 1492 – Reconquista: Granada, az utolsó spanyolországi mór erődítmény megadja magát
- 1757 – Anglia elfoglalja Kalkuttát (India)
- 1788 – II. György brit királyról elnevezett Georgia 4. államként ratifikálja az Amerikai Egyesült Államok alkotmányát
- 1871 – I. Amadé Spanyolország királya lesz
- 1905 – Orosz–japán háború: az orosz flotta megadja magát Port Arthurban (ma Lüshunkou, Kína)
- 1942 – Második világháború: A Japán Birodalmi Hadsereg elfoglalja Manilát (Fülöp-szigetek)
- 1955 – Jose Antonio Remoin panamai elnököt meggyilkolják

### Tudományos és gazdasági események
- 1929 – Kanada és az Egyesült Államok megegyeznek a Niagara-vízesés megőrzési tervén
- 1959 – A szovjet Luna–1, az első műbolygó indítása
- 1968 – Christian Barnard professzor elvégzi a második sikeres szívátültetést
- 1972 – A Mariner–9 amerikai űrszonda megkezdi a Mars feltérképezését
- 2004 – A Stardust szonda mintát vesz a Wild–2 üstökös légköréből

### Kulturális események
- 1841 – Kossuth Lajos szerkesztésében megjelenik a Pesti Hírlap első száma

#### Zenei események
- 1790 – Bécsben bemutatják Mozart „Così fan tutte” című operáját
- 1843 – Wagner: „A bolygó hollandi” című operájának bemutatója Drezdában

## Születések
- 1642 – IV. Mehmed az Oszmán Birodalom 20. szultánja († 1693)
- 1727 – James Wolfe angol tábornok, († 1759)
- 1739 – III. Oszmán az Oszmán Birodalom 26. szultánja († 1757)
- 1772 – Jankovich Miklós könyv-, régiség- és műgyűjtő, történész, az MTA tagja († 1846)
- 1765 – Charles Hatchett angol kémikus a nióbium felfedezője († 1847)
- 1777 – Christian Daniel Rauch német szobrász († 1857)
- 1816 – Benjamin Hobson angol orvos, misszionárius Kínában († 1873)
- 1822 – Rudolf Clausius német fizikus, († 1888)
- 1836 – Mendele Moykher Sforim belarusz születésű zsidó író († 1917)
- 1837 – Milij Alekszejevics Balakirev orosz zeneszerző, († 1910)
- 1858 – Kainz József német–osztrák színész († 1910)
- 1865 – Heikki Paasonen finn nyelvész, finnugrista, a MTA tiszteleti tagja († 1919)
- 1867 – Kertész Kálmán zoológus, entomológus, az MTA tagja († 1922)
- 1869 – Pazeller Jakab osztrák származású magyar zeneszerző, karmester († 1957)
- 1870 – Ernst Barlach német szobrász, grafikus, költő († 1938)
- 1873
  - Lisieux-i Szent Teréz francia karmelita szerzetesnő, egyháztanító († 1897)
  - Anton Pannekoek holland politikus, csillagász († 1960)
- 1879 – Bauer Rudolf olimpiai bajnok atléta († 1932)
- 1880 – Vaszilij Alekszejevics Gyegtyarjov szovjet fegyvertervező († 1949)
- 1885 – Fábián Gáspár magyar építész († 1953)
- 1886
  - Florence Lawrence amerikai színésznő, († 1938)
  - Wolf Emil magyar vegyészmérnök († 1947)
- 1892 – Boldog Meszlényi Zoltán magyar vértanú püspök († 1951)
- 1893 – Gaál Béla magyar színész, filmrendező († 1945)
- 1896 – Dziga Vertov lengyel születésű szovjet filmrendező, dokumentumfilmes († 1954)
- 1905
  - Michael Tippett angol zeneszerző († 1998)
  - Luigi Zampa olasz filmrendező, forgatókönyvíró, († 1999)
- 1909 – Tömpe István magyar politikus, televízió-elnök († 1988)
- 1912 – Renato Guttuso olasz festő († 1987)
- 1917 – Vera Zorina norvég táncosnő, színésznő († 2003)
- 1918 – Adam Bahdaj lengyel író, költő, magyar műfordító († 1985)
- 1920
  - Isaac Asimov orosz származású amerikai író († 1992)
  - Nádasdi Péter író, újságíró, Veres Péter író, politikus fia († 1976)
- 1922 – Vertel József magyar grafikusművész, bélyegtervező († 1993)
- 1929 – Lux Elvira szexuálpszichológus, klinikai szakpszichológus, adjunktus († 2016)
- 1933 – Bednai Nándor Balázs Béla-díjas magyar rendező, a Magyar Televízió örökös tagja († 2013)
- 1938
  - David Bailey angol fotográfus
  - Robert Smithson amerikai Land Art művész († 1973)
- 1939
  - Fonyó István magyar színész, Jászai-díjas († 2003)
  - Konstanze Vernon német táncos, koreográfus († 2013)
- 1943 – Edward Klosinski lengyel operatőr († 2008)
- 1944 – Eötvös Péter kétszeres Kossuth-díjas erdélyi magyar zeneszerző, karmester  († 2024)
- 1945 – Haraszti Miklós magyar író, újságíró, politikus
- 1946 – Chick Churchill angol zenész
- 1947
  - Alekszandr Tyihonov szovjet biatlonista
  - Jagri József magyar színész, színházigazgató, író
- 1948 – Kovács Ilona irodalomtörténész, műfordító, a Szegedi Tudományegyetem docense († 2024)
- 1949 – Christopher Durang amerikai drámaíró
- 1954 – Dawn Silva amerikai énekes
- 1957 – Beppe Gabbiani olasz autóversenyző
- 1963 – David Cone amerikai baseballjátékos
- 1967
  - Tia Carrere amerikai színésznő
  - James Marshall amerikai színész
- 1968 – Cuba Gooding Jr. Oscar-díjas amerikai színész
- 1969 – Christy Turlington amerikai modell
- 1972 – Taye Diggs amerikai színész
- 1974 – Majsai-Nyilas Tünde magyar színésznő
- 1977 – Farkas Norbert magyar labdarúgó
- 1979 – Robert Newbery ausztrál műugró
- 1982
  - Gidró Katalin magyar színésznő
  - Dorian Scott jamaicai súlylökő
- 1985 – Teng Haj-pin kínai tornász
- 1987
  - Nadja Higl szerb úszónő
  - Shelley Hennig The Secret Circle Színésznő, modell
- 1988 – Vadim Goluvcsov orosz jégkorongozó[1]
- 1989 – Jovon Toppin trinidadi atléta
- 1991 – Ben Hardy angol színész
- 1992 – Boda-Novy Emília magyar színésznő

## Halálozások
- 1799 – Szily János Szombathely első püspöke (* 1735)
- 1893 – John Obadiah Westwood brit entomológus (rovarszakértő), archeológus (* 1805)
- 1909 – Szamossy László magyar festőművész (* 1866)
- 1910 – Simonkai Lajos magyar botanikus, a 19. század második felének egyik legnagyobb magyar flórakutatója (* 1851)
- 1913 – Léon Teisserenc de Bort francia meteorológus (* 1855)
- 1915 – Goldmark Károly magyar zeneszerző (* 1830)
- 1917 – Edward Burnett Tylor angol antropológus (* 1832)
- 1921 – Franz Defregger osztrák festőművész (* 1835)
- 1924 – Sabine Baring-Gould angol regényíró, népzenekutató (* 1834)
- 1932 – Éhen Gyula magyar ügyvéd, lapszerkesztő, író, Szombathely polgármestere, országgyűlési képviselő  (* 1853)
- 1939 – Roman Dmowski lengyel politikus, ideológus, államférfi (* 1864)
- 1940 – Énekes István olimpiai bajnok ökölvívó (* 1911)
- 1945 – Gulácsy Irén (Pálffy Jenőné) magyar író (* 1894)
- 1946 – Pável Ágoston nyelvész, néprajzkutató, költő (* 1886)
- 1960 – Friedrich Adler  osztrák politikus, merénylő (* 1879)
- 1963 – Dick Powell amerikai színész (* 1904)
- 1974 – Tex Ritter (er. Maurice Woodward Ritter) amerikai country zenész, énekes, színész (* 1905)
- 1977 – Erroll Louis Garner amerikai jazz-zenész, zongoraművész (* 1921)
- 1990 – Alan Hale Jr. amerikai színész (* 1918)
- 1992 – Gallai Tibor magyar matematikus (* 1912)
- 1993 – Somogyi József Kossuth- és Munkácsy Mihály-díjas magyar szobrászművész (* 1916)
- 1995 – Siad Barre Szomália elnöke (* 1919. körül)
- 2000 – Patrick O’Brian angol regényíró (* 1914)
- 2001 – Zámbó Jimmy  magyar énekes (* 1958)
- 2003 – Leroy Warriner amerikai autóversenyző (* 1919)
- 2007
  - Dan Shaver amerikai autóversenyző (* 1950)
  - Charles Betty üzletember (* 1957)
  - Don Massengale amerikai profi golfjátékos (* 1937)
- 2009 – Sákovics József olimpiai bajnok párbajtőrvívó (* 1927)
- 2011 – Pete Postlethwaite angol színész (* 1946)
- 2013 – Koroknay Géza magyar szinkronszínész (* 1948)
- 2015
  - Dragon György magyar újságíró (GameStar, PC Guru), játékfejlesztő, író, zenész, rádiós (* 1966)
  - Dallos Ibolya a Budapest Bábszínház művésze (* 1942)
- 2023 – Ken Block amerikai autó- és motorversenyző (* 1967)
- 2025 – Keleti Ágnes ötszörös olimpiai bajnok magyar tornász, a nemzet sportolója (*1921)

## Ünnepek, emléknapok, világnapok
- Nagy Szent Vazul és Nazianzoszi Szent Gergely ünnepe a római katolikus egyházban
- Albánia, Kína, Románia, Szerbia, Szlovénia, Új-Zéland – Az Újév második napja (munkaszüneti nap)
- Haiti: az ősök napja (Jour des Aïeux)
- Spanyolország, Granada: Dia de la Toma (a mórok kiűzésének emlékére)
- Svájc: Berchtoldstag, az állatok pogány védőszelleme tiszteletére[2]